# Manuela Kormann
Manuela Netzer-Kormann (Manuela Kormann) (ur. 12 lipca 1976) – szwajcarska curlerka. Srebrna medalistka olimpijska i dwukrotna medalistka mistrzostw Europy, mistrzyni Europy mikstów.

## Osiągnięcia

### Igrzyska Olimpijskie
W 2006 roku w Turynie zdobyła srebrny medal, razem z Mirjam Ott, Binią Feltscher, Valerią Spälty i Michèle Moser.

### Mistrzostwa świata
W mistrzostwach świata w curlingu wystąpiła dwukrotnie, zajmując piąte i ósme miejsce.

### Mistrzostwa Europy
Manuela Kormann w mistrzostwach Europy w curlingu brała udział dwukrotnie, za każdym razem zdobywając medal (w 2005 srebro, w 2006 złoto).

### Mistrzostwa Europy mikstów w curlingu
W 2011 Manuela Kormann zdobyła złoty medal na mistrzostwach Europy mikstów, razem z Thomasem Lipsem, Manuellą Siegrist i Martinem Riosem.